# MTN Group
MTN Group Limited (первоначальное название M-Cell) — южноафриканская компания мобильной связи, действующая в Африке и Азии. Офис расположен в Йоханнесбурге. По состоянию на декабрь 2020 года, MTN зарегистрировала 280 миллионов абонентов и стала 8-м по величине оператором мобильной связи в мире и крупнейшим в Африке. Компания работает более чем в 20 странах, треть выручки получает в Нигерии, где занимает 35 % рынка.
MTN Group — спонсор сборной Южно-Африканской Республики по регби и спонсирует английский футбольный клуб «Манчестер Юнайтед».

## История
Компания основана в 1994 году как M-Cell при содействии правительства Южной Африки. В 1995 году компания сменила генерального директора Джона Бека на Роберта (Боба) Чапахе. В 2001 году компания сообщила, что её главный акционер — Johnnic Holdings, а председатель — Ирен Чарнли. В 2002 году Пхутума Нхлеко занял пост генерального директора, сменив Пола Эдвардса, который инвестировал в расширение Нигерии.
Конкурентами MTN в Южной Африке являются Vodacom (англ. Vodacom), Cell C и Telkom Mobile (англ. Telkom Mobile).
В мае 2008 года индийская телекоммуникационная компания Bharti Airtel изучила возможность покупки MTN Group. Reliance Communications также вела переговоры с MTN о «потенциальном объединении их бизнеса». В июле обе компании завершили обсуждение вопроса о слиянии.
В июне 2008 года MTN Group согласилась приобрести Verizon Business South Africa, которая была поставщиком услуг передачи данных для клиентов в Южной Африке и четырех других африканских странах. Приобретение завершилось 28 февраля 2009 года.
26 июня 2009 года дочерняя компания MTN Group объединилась с Belgacom International Carrier Services (BICS), дочерней компанией Belgacom. Объединенная дочерняя компания функционировала в качестве международного проводника для услуг оператора MTN.
В октябре 2012 года MTN объявила о партнёрстве с Afrihost для предоставления услуг широкополосного доступа DSL в Африке.
В ноябре 2012 года южноафриканская холдинговая компания Shanduka Group приобрела миноритарную долю в MTN Group за 335 миллионов долларов.
В 2014 году MTN была включена в Топ-100 самых ценных мировых брендов BrandZ 2014 года и названа самым уважаемым и самым ценным брендом в Африке. MTN сохранила свой рейтинг самого уважаемого и самого ценного африканского бренда в 2015 году.
В марте 2016 года компания назначила Роба Шутера генеральным директором. 1 сентября 2020 года его сменил Ральф Мупита.
В 2023 Mastercard покупает долю в финтех-подразделении африканской компании MTN за $5,2 млрд.
В марте 2024 MTN Group продала свои доли в MTN в Гвинее-Бисау и Гвинее-Конакри телекоммуникационной компании Telecel.

## IPO MTN в Гане
29 мая 2018 года MTN Гана запустила первичное публичное предложение акций (IPO). IPO закрылось 31 июля 2019 года. Заявителем было предложено в общей сложности до 4 637 394 533 обыкновенных акций MTN Гана, что составляет 35 % собственного капитала компании. Данная сделка была частью соглашения между MTN Гана и Национальным управлением связи Ганы (NCA) в ноябре 2015 года для MTN Гана по развертыванию услуг мобильной связи 4G LTE для собственных клиентов в Гане. Наряду с другими способами оплаты, мобильные деньги MTN были включены в качестве способа оплаты подписки на акции MTN. Это первый случай, когда мобильные деньги использовались в качестве способа оплаты в ходе IPO. Генеральным директором MTN Гана является г-н Селорм Ададево.

## MTN закрывает магазины
23 февраля 2017 года нигерийские протестующие напали на офис MTN в Абудже в качестве ответной атаки из-за насилия, направленного против нигерийцев в Южной Африке. В сентябре 2019 года после беспорядков, грабежей и нападений на некоторые объекты, MTN приступила к закрытию магазинов в Нигерии и в Йоханнесбурге,
Джеффри Оньяма, министр иностранных дел Нигерии, заявил на брифинге для прессы 4 сентября 2019 года, что MTN group вместе с Shoprite сделали официальное заявление: южноафриканские магазины в Нигерии являются «дочерними компаниями, принадлежащими нигерийцам»; «собственность, принадлежащая нигерийцам в Нигерии, и люди работающие там, являются нигерийцами».
Лай Мохаммед, министр информации и культуры Нигерии, сообщил, что в некоторых южноафриканских компаниях, подвергшихся нападению в Нигерии, есть нигерийские сотрудники и нигерийские инвесторы, владеющие значительными долями акций.
MTN заявила, что компания продолжит вести бизнес в Нигерии.

## Услуги
В марте 2019 года MTN запустила канал WhatsApp, чтобы предоставить возможность клиентам покупать пакеты эфирного времени и данных через приложение для обмена сообщениями. Клиенты могут проверять балансы и хранить кредитные или дебетовые карты в приложении для будущих покупок. Услуга предоставляется южноафриканской компанией Clickatell, имеющей глобальный охват и являющейся поставщиком бизнес-решений WhatsApp.

## Ребрендинг филиала на Кипре
MTN продала филиал Monaco Telecom за 260 миллионов евро в июле 2018 года. Позднее, в июне 2019 года, филиал переименован в Epic.
В декабре 2019 года Макебиси Джонас, бывший заместитель министра финансов правительства Южной Африки, назначен председателем правления компании.

## Ближний Восток
В августе 2020 года MTN приняла решение продать свои акции в Сирии, Афганистане и Йемене, а также далее избавиться от 49 % миноритарного пакета акций Irancell. Решение компании основано на следующем факте: активы на Ближнем Востоке внесли менее 4 % в прибыли в первом полугодии 2020 года.
В ходе проведенного теста скорости наибольшая скорость интернета в Иране была продемонстрирована в оптоволоконной сети IranCell со значением более 8 гигабит в секунду. В этот день IranCell также установила иранский рекорд скорости интернета в своей сети 5G-SA со значением более 8 гигабит в секунду.

## Продажа доли в Jumia
30 октября 2020 года MTN обнародовала продажу акций бренда электронной продукции Jumia. Сумма продажи составила 142,31 миллиона долларов.

## Сотрудничество с MTN Mastercard
В феврале 2021 года MTN Group в партнерстве с Mastercard обеспечила безопасные и надежные глобальные электронные платежи для клиентской базы в 16 африканских странах. Виртуальная платежная платформа Mastercard связана с кошельками MTN MoMo (расшиф. Mobile Money).

## Технологии
MTN Южная Африка предоставляет услуги GSM, UMTS, HSPA+ (21,1 Мбит/с), HSUPA (42 Мбит/с, 2100 МГц), VOIP, 3G, 4G, LTE и 5G.
1 декабря 2011 года MTN стала вторым сотовым провайдером, внедрившим 4G и LTE в Южной Африке. Также компания стала первым сетевым оператором в Южной Африке, запустившим общедоступную сеть 5G в режиме реального времени, доступную в Йоханнесбурге и Кейптауне 30 июня 2020 года.

## Спонсорство
MTN Group спонсировала футбольное соревнование Лиги чемпионов КАФ, а также ФК АПОЭЛ, победителей кипрского Первого дивизиона в 2009, 2011, 2013 и 2014 годах и участников Лиги чемпионов УЕФА 2009-10 и 2011-12 годов.
18 марта 2010 года было объявлено, что MTN подписала спонсорское соглашение с английским футбольным клубом «Манчестер Юнайтед».
С 2017 года MTN Group является основным спонсором сборной ЮАР по регби.

## Разногласия

### Иран
MTN подверглась критике за деятельность в телекоммуникационном секторе Ирана. MTN владеет 49 % в контролируемой правительством MTN Irancell, втором по величине операторе мобильной связи в Иране, и 21 % абонентской базы MTN приходится на Иран. В январе 2012 года американская правозащитная группа United Against Nuclear Iran (UANI) начала кампанию, публично призывающую MTN свернуть свою деятельность в Иране и прекратить свой бизнес в стране. UANI утверждает, что технология MTN: «позволяет иранскому правительству находить и отслеживать отдельных пользователей мобильных телефонов, что, по его словам, является нарушением прав человека».
В июне 2012 года агентство Рейтер и Би-би-си сообщили об утверждении Криса Килована, бывшего исполнительного директора компании в Иране, о том, что компания MTN Group, возможно, была причастна к защите американских телекоммуникационных технологий от Sun Microsystems, Hewlett-Packard и Cisco Systems от имени Irancell в нарушение торговых санкций против Ирана. Oracle, которой принадлежит Sun Microsystems, заявила, что ведёт расследование, и отрицает свою причастность, заявив, что она соответствует экспортным законам США. Компания Hewlett-Packard выступила с аналогичным заявлением. MTN Group опровергла данные обвинения, заявив, что соблюдает санкции США против Ирана.

### Судебное дело Turkcell
В 2012 году турецкая компания Turkcell подала иск на 4,2 миллиарда долларов в Вашингтон, утверждая, что MTN использовала подкуп, чтобы выиграть лицензию на мобильную связь в Иране, которая изначально была присуждена Turkcell. В мае 2013 года Turkcell отказалась от многомиллиардного иска в США против MTN Group, сославшись на решение Верховного суда США. 27 ноября 2013 года Turkcell возобновила работу в Йоханнесбурге.

### Штраф Нигерии на 5,2 миллиарда долларов
В 2015 году нигерийская дочерняя компания MTN была оштрафована правительством Федеративной Республики Нигерия, телекоммуникационным регулятором, Нигерийской комиссией по связи (NCC) за частичное несоблюдение нормативных указаний: операторы мобильной связи обязаны отключать от своей сети все неправильно зарегистрированные Модули идентификации Абонентов (SIM). Комиссия воспользовалась разделом 20(1) закона о регулировании телефонных абонентов (TSR) в отношении MTN, что согласно конституции привело к штрафу в размере 5,2 миллиарда долларов.
Проверка соответствия, проведенная NCC в сети MTN, показала, что незарегистрированные 5,2 миллиона абонентских линий не были отключены в соответствии с указаниями. По результатам проверки NCC оштрафовал MTN на сумму 1000 долларов США за каждую не зарегистрированную SIM-карту в соответствии с законом о регулировании телефонных абонентов (TSR), что составило 5,2 миллиарда долларов.
Далее последовали отставки в высшем эшелоне компании, в том числе главного исполнительного директора Сифисо Дабенгвы, руководителя Nigeria Operatio Майкла Икпоки и главы отдела по связям с общественностью, Акинвале Гудлака заменили на Пхутума Нхлеко, Ферди Мулман и Амина Ойегбола в качестве нового председателя, управляющего директора и главы корпоративного управления и регулирования соответственно.
Новое руководство в результате переговоров с правительством Южно-Африканской Республики снизило размер обязательных выплат до 3,2 миллиарда долларов.